# Antiinfecciós

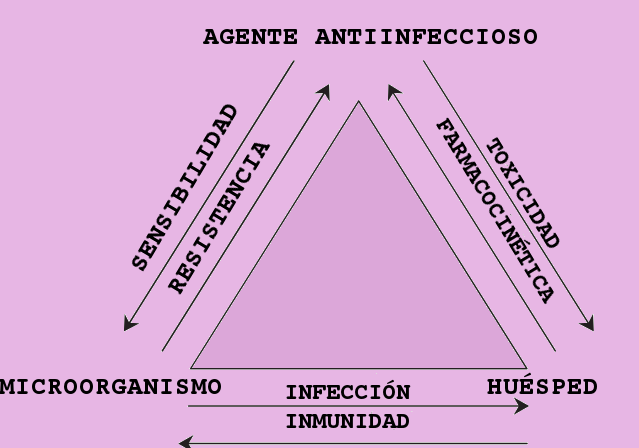
Triangle de relació entre microorganismes, hoste i agent antiinfecciós.

Es considera fàrmac antiinfecciós a aquella substància aplicada localment, ingerida, o injectada amb la finalitat de combatre infeccions. Dins de la categoria de antiinfecciosos es troben antibacterians, antivirals, antifúngics, antiparasitaris.
Quan l'ésser humà o qualsevol animal domèstic han estat atacats per un microbi o qualsevol altre paràsit, interessa disposar de substàncies que siguin actives enfront de l'agent invasor, sense afectar l'hoste (acció quimioteràpica). No obstant això, en aquest cas hi ha tres factors que cal tenir en compte i que s'influeixen mútuament: el microorganisme o paràsit, l'agent antiinfecciós (antibiòtic, antiviral, antifúngic) i l'hoste. A la figura es representa el triangle Davis que relaciona aquests tres factors.

## Diferenciació de termes i conceptes
Cal remarcar que, agent antiinfecciós no és sinònim de "antibiòtic" o "antibacterià", ja que el primer és una categoria que abasta diferents tipus de fàrmacs i substàncies, de la mateixa manera que un antiviral, com la zidovudina és diferent d'un antiamèbic, com el metronidazole. D'acord amb el codi ATC o Sistema de Classificació Anatòmica, Terapèutica, Química (ATC), el llistat de substàncies actives es divideixen en diferents grups segons l'òrgan o sistema en què actuen i les seves propietats terapèutiques, farmacològiques i químiques, la primera substància posseeix el codi ATC J05AF01 ; mentre que la segona posseeix el codi ATC J01XD02. Les dues substàncies estan incloses dins de la categoria agents antiinfecciosos, i el seu codi comença amb J, però al mateix temps estan dins d'altres subcategories segons la seva estructura, tipus d'organisme al qual ataquen, o el lloc on s'efectuaran seva acció, etc.

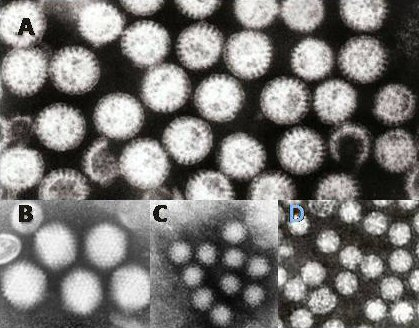
Virus de la gastroenteritis

De la mateixa manera, s'ha de recalcar que els agents antiinfecciosos poden també estar categoritzats en fàrmacs usats en teràpia dermatològica i en antiparasitaris Codis ATC D i P, respectivament.
Es parla d'antisèpsia o desinfecció quan l'agent químic actua sobre el microbi fora de l'organisme, per exemple, en la desinfecció d'una latrina, la neteja d'instrumental quirúrgic, o de les excrecions d'un malalt amb fenol.
Quan s'administra el fàrmac antiinfecciós a l'interior de l'organisme sorgeix el concepte de quimioteràpia, en què conflueixen factors com ara la difusió en els teixits, la tolerància o la biotransformació.
L'ideal seria que els fàrmacs i altres agents antiinfecciosos siguin dissenyats amb toxicitat selectiva, és a dir, que siguin tòxics contra el microorganisme infecciós, però, això de moment no és possible, ja que les cèl·lules humanes també poden ser afectades directament o indirectament. Produir substàncies químiques per combatre amebes o cucs intestinals sense impactar el funcionament fisiològic normal és difícil, sobretot si l'agent infecciós fa el seu mal a l'interior de la cèl·lula.

## Exemples de tipus de fàrmacs antiinfecciosos

### Dermatològics
- D01AC01 Clotrimazole
- D01AC02 Miconazole
- D01AC03 Econazole
- D01AC08 Ketoconazole
- D01AC10 Bifonazole

### Sistèmics
- P01BA01 Cloroquina
- P01BA02 hidroxicloroquina
- P02CA01 Mebendazole
- J01G Aminoglucòsids